# 20 chansons d'or (álbum recopilatorio de Charles Aznavour)
20 chansons d'or es un álbum doble CD recopilatorio de 20 grandes éxitos de Charles Aznavour publicado en 1987 por Trema. Este último será reeditado varias veces a lo largo de los años y se convierte en un gran éxito con más de 1.500.000 ventas en todo el mundo.

## Lista de canciones
| Disco 1 |                           |          |  |
| N.º     | Título                    | Duración |  |
| 1.      | «Je M'voyais Déjà»        | 3:22     |  |
| 2.      | «Trousse - Chemise»       | 2:24     |  |
| 3.      | «Les Plaisirs Démodés»    | 5:53     |  |
| 4.      | «Qui»                     | 3:38     |  |
| 5.      | «Les Comédiens»           | 2:23     |  |
| 6.      | «La Mamma»                | 3:43     |  |
| 7.      | «For Me ...Formidable»    | 2:18     |  |
| 8.      | «Non Je N'ai Rien Oublié» | 6:25     |  |
| 9.      | «Le Temps»                | 2:35     |  |
| 10.     | «Que C'est Triste Venise» | 2:36     |  |

| Disco 2 |                               |          |  |
| N.º     | Título                        | Duración |  |
| 1.      | «Tu T'laisses Aller»          | 3:38     |  |
| 2.      | «Et Pourtant»                 | 2:54     |  |
| 3.      | «La Bohème»                   | 4:03     |  |
| 4.      | «Les Deux Guitares»           | 3:49     |  |
| 5.      | «Désormais»                   | 3:08     |  |
| 6.      | «Il Faut Savoir 3:05»         | 3:05     |  |
| 7.      | «Comme Ils Disent»            | 4:53     |  |
| 8.      | «Hier Encore»                 | 2:20     |  |
| 9.      | «L'amour C'est Comme Un Jour» | 3:42     |  |
| 10.     | «Emmenez-moi»                 | 3:30     |  |